# 시너님스
시너님스(Synonymes, Synonyms)는 프랑스, 이스라엘, 독일에서 제작된 나다브 라피드 감독의 2019년 드라마 영화이다. 쿠엔틴 돌마이레 등이 주연으로 출연하였다. 이 영화는 2019년 2월 13일 베를린 국제 영화제에서 전 세계 초연되었으며 황금곰상과 국제영화비평가연맹(FIPRESCI)상을 수상했다. 이 영화는 평론가들로부터 긍정적인 반응을 얻었다.

## 출연

### 주연
- 쿠엔틴 돌마이레
- 루이스 샤빌롯